# Challenger de Oeiras III 2021
El torneo Open de Oeiras III 2021 fue un torneo profesional de tenis. Perteneció al ATP Challenger Series 2021. Se disputó en su 3ª edición sobre superficie dura, en Oeiras, Portugal entre el 17 al el 23 de mayo de 2021.

## Jugadores participantes del cuadro de individuales
| Favorito | País                       | Jugador              | Rank1 | Posición en el torneo |
| -------- | -------------------------- | -------------------- | ----- | --------------------- |
| 1        | Bandera de República Checa | Jiří Veselý          | 73    | Segunda ronda, retiro |
| 2        | Bandera de Estados Unidos  | Steve Johnson        | 85    | Primera ronda         |
| 3        | Bandera de Argentina       | Federico Coria       | 91    | Segunda ronda         |
| 4        | Bandera de España          | Pedro Martínez       | 94    | Segunda ronda         |
| 5        | Bandera de Alemania        | Yannick Hanfmann     | 155   | Primera ronda         |
| 6        | Bandera de Argentina       | Juan Ignacio Londero | 98    | Primera ronda         |
| 7        | Bandera de Argentina       | Facundo Bagnis       | 159   | FINAL                 |
| 8        | Bandera de Portugal        | Pedro Sousa          | 111   | Cuartos de final      |

- 1 Se ha tomado en cuenta el ranking del 10 de mayo de 2021.

### Otros participantes
Los siguientes jugadores recibieron una invitación (wild card), por lo tanto ingresan directamente al cuadro principal (WC):
- Nuno Borges
- João Domingues
- Gastão Elias

Los siguientes jugadores ingresan al cuadro principal tras disputar el cuadro clasificatorio (Q):
- Zizou Bergs
- Emilio Gómez
- Hugo Grenier
- Alex Molčan

## Campeones

### Individual Masculino
- Carlos Alcaraz derrotó en la final a  Facundo Bagnis, 6–4, 6–4

### Dobles Masculino
- Hunter Reese /  Sem Verbeek derrotaron en la final a  Sadio Doumbia /  Fabien Reboul, 4–6, 6–4, [10–7]